# Pseudorhaphitoma perlonga
Pseudorhaphitoma perlonga é uma espécie de gastrópode do gênero Pseudorhaphitoma, pertencente a família Mangeliidae.